# Forcipomyia papuensis
Forcipomyia papuensis är en tvåvingeart som beskrevs av Lane och Cotman 1986. Forcipomyia papuensis ingår i släktet Forcipomyia och familjen svidknott. Inga underarter finns listade i Catalogue of Life.